# Chris Spedding
Pour les articles homonymes, voir Spedding.
Chris Spedding (de son vrai nom Peter Robinson), né le 17 juin 1944 à Staveley, Derbyshire, est un guitariste anglais de jazz et de rock, davantage connu comme musicien d'accompagnement que pour sa carrière solo. D'après AllMusic : « Spedding est l'un des guitaristes anglais les plus polyvalents et sa longue carrière sur les deux continents l'a amené à toucher à tous les styles de rock, tout en menant sporadiquement une carrière solo. Le fait qu'il n'ait jamais accédé à la célébrité, sauf dans son Angleterre natale et un peu en Europe, ainsi que dans le milieu professionnel, provient plus d'un mauvais timing et de la malchance que d'un manque de talent ou d'engagement de sa part. ».

## Carrière
Spedding a grandi à Sheffield et Birmingham chez ses parents adoptifs, Muriel et Jack Spedding, qui lui donnent le nom de Christopher John Spedding. Vers le milieu des années 1950, il se met à la musique et joue du violon dans l'orchestre de son école. Doué pour plusieurs instruments, dont le piano (il possède l'oreille absolue[réf. nécessaire]), il s'intéresse alors au mouvement rock naissant. Il crée rapidement son premier groupe, les Hot Spurs, alors qu'il est encore à l'école. Quelque temps après, encore adolescent, il part pour Londres et rejoint un groupe beat, The Vulcans. De là, il se produit sur un bateau de croisière ainsi qu'en compagnie de groupes country. À la fin des années 1960, il devient un musicien de studio prisé et officie pour Alan Price, Jack Bruce ou Pete Brown — qui fait de lui son soliste, tandis qu'il est invité à jouer sur le premier album solo de Jack Bruce, Songs for a Tailor (1969). En 1970, il officie à la guitare et aux claviers sur The battered ornaments du groupe Mantle piece[réf. nécessaire].
Spedding enregistre son propre album instrumental pour Harvest Records, Songs without words (1970), qui sera distribué en Europe et au Japon, mais commence sa carrière solo officielle l'année suivante avec Backwood Progression, sur lequel il se met enfin au chant. L'album ne connait pas un grand succès, mais cependant suffisant pour enchaîner en 1972 sur The Only Lick I Know, où il se concentre essentiellement sur les parties instrumentales (dont les claviers et la basse). Ces albums resteront confidentiels mais confirment les bases d'une carrière musicale très riche.
En 1971, il est recruté par le producteur Steve Rowland pour assurer les parties de guitare lors de l'enregistrement à Londres de Coming from reality, le deuxième album d'un talentueux chanteur folk latino de Détroit, Sixto Rodriguez, qui va tomber dans l'oubli pendant plusieurs décennies avant de connaître la célébrité et même devenir mythique avec le film Searching for Sugar Man.
En même temps, il continue le jazz avec Nucleus, enregistre et tourne avec Mike Gibbs, joue en studio à Londres avec Harry Nilsson sur l'album Nilsson Schmilsson... En 1972-74, il joue un rôle essentiel dans les Sharks, groupe fondé avec l'ex bassiste de Free, Andy Fraser. Ils enregistrent ensemble deux albums et partent en tournée avec Roxy Music. Par la suite, il accompagne John Cale en studio et en tournée, puis joue en 1975 sur l'album de Roy Harper, HQ.
En 1975, Spedding entre dans le Top 20 anglais avec le single Motorbikin', ce qui lui permet de se produire dans des émissions populaires comme Top of the Pops, où il apparaît en combinaison de cuir et cheveux gominés. C'est alors qu'il devient un des guitaristes les plus appréciés, accompagnant Bryan Ferry, Roxy Music, Elton John, Brian Eno, Jack Bruce, Dick Rivers, Nick Mason, Katie Melua et bien d'autres encore. Son album solo, sobrement intitulé Chris Spedding, sort en 1975, produit par Mickie Most.
En 1976, il produit les premières démos des Sex Pistols avec lesquels il enregistre Problems, No Feelings et Pretty Vacant. Il sort l'album Hurt en 1977, sur lequel on trouve une excellente version du morceau de Garland Jeffreys, Wild in the Streets.
En 1978, il tente de profiter de son succès comme sideman et enregistre l'album Guitar Graffiti, mais n'arrive toujours pas à conquérir un large public. Il déménage alors pour New York où il rejoint The Necessaries comme compositeur et guitariste et travaille avec Robert Gordon. Peu de temps après, il revient à Londres et enregistre un nouvel album, I'm not Like Everybody Else (1980), puis un album live, Friday, the 13th (1981). Il poursuit cependant sa carrière de musicien de studio, notamment avec Tom Waits ou Johnny Hallyday, et enregistre encore plusieurs albums solo.
En 1984, il apparaît sur l'album de Paul McCartney, Give My Regards to Broad Street. Il produit ensuite les deux premiers albums du groupe canadien Razorbacks, Go to Town en 1988 et Live a Little en 1989. Il apparaît aux côtés de Willy DeVille sur Loup-Garou. En 1995, il accompagne sur scène Dick Rivers lors de sa tournée (Bobino, Olympia, Eurodisney...) et en studio pour ses enregistrements. Il tourne ensuite à nouveau avec Roxy Music en 2001 et enregistre deux nouveaux albums : Click Clack en 2005 et It's Now or Never en 2007.

## Discographie (solo)

### Albums
- Songs Without Words (Japon) Toshiba EMI (1970)
- Blackwood Progression (UK) Harvest (1971)
- Only Lick I Know (UK) Harvest (1972)
- Chris Spedding RAK (1975)
- Hurt RAK (1977)
- Guitar Graffiti RAK (1978)
- I'm Not Like Everybody Else RAK (1980)
- Friday the 13th (USA) Passport (1981)
- Enemy Within (France) New Rose (1986)
- Like Satin (France) New Rose 1988 (with Mike Mc Clintock)
- Tightrope Walker (France) New Rose 1989 (With Mike Mc Clintock)
- Cafe Days (France) New Rose (1990)
- Just Plug Him In (France) New Rose (1991)
- Gesungheit (France) Versailles/Sony (1995)
- One Step Ahead Of The Blues (Belgique) Music Avenue (2002)
- Click Clack (Allemagne) SPV GmBH (2005)
- It's Now Or Never (USA) Ryko (2007)
- Pearls Sony (2011)
- Joyland (2015)

### Singles
- Motorbikin' (1975) UK #14